# Арцивани
Арцивани (груз. არწივანი, до 2010 года — Джиниси) — село в Грузии, на территории Цалкского муниципалитета края (мхаре) Квемо-Картли.

## География
Село находится в юго-восточной части Грузии, на левом берегу реки Гумбати (левый приток реки Храми), на расстоянии приблизительно 13 километров (по прямой) к северо-западу от города Цалка, административного центра муниципалитета. Абсолютная высота — 1562 метра над уровнем моря.

## Население
По результатам официальной переписи населения 2014 года в Арцивани проживало 485 человек (259 мужчин и 226 женщин). В национальной структуре населения грузины составляли 74 %, греки — 23,5 %, азербайджанцы — 1,6 %.
| Год  | Население, человек |
| ---- | ------------------ |
| 2002 | 304                |
| 2014 | ↗ 485              |